# Música clàssica índia

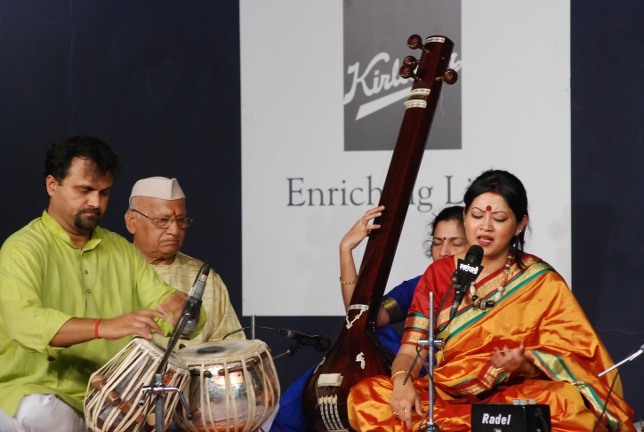
Actuació de música clàssica índia

La música clàssica índia és un gènere musical propi del subcontinent indi. Aquest tipus de música es fonamenta en dos conceptes: el raga, que és un marc melòdic i tonal, i el tala, que és un marc rítmic. Aquests dos marcs creen una base sobre la qual crear melodies i ritmes des de l'improvisació. El raga i el tala no tenen equivalents exactes a Occident; a diferència de la música clàssica occidental, no existeixen l'harmonia, els contrapunts, els acords ni la modulació.
Les arrels de la música clàssica índia es troben en les vedes de l'hinduisme i el Natya Shastra, un antic tractat artístic atribuït a Bharata Muni. El text sànscrit del segle xiii Sangita-Ratnakara, del musicòleg indi Sarangadeva, és considerat com el text definitiu de la música clàssica índia per totes les seves branques.
Es pot dividir en la música clàssica índia en la tradició indostànica, pròpia del nord de l'Índia, i la tradició carnàtica, pròpia del sud. Aquesta distinció no existí fins al segle xvi, en què la dominació islàmica del subcontinent indi va propiciar la diferent evolució de la música septentrional i meridional. Tanmateix, les dues tradicions retenen encara ara moltes similituds.
Referent compositora de música clàssica índia contemporània és la violinista Kala Ramnath.